# Макбул Ислам
Макбу́л Исла́м (англ. Makbul Islam; 1 июня 1967, Годи, Багнан, Хаора, Западная Бенгалия) — индийский учёный-фольклорист.

## Краткая биография
Окончил начальную школу в Годи, школу Св. Павла (1984), Санскритскую университетскую школу (1986) и Церковный шотландский колледж (1989) в Калькутте. В 1991 году окончил Калькуттский университет, где специализировался на бенгальском языке и литературе и где позднее в 1997 году защитил диссертацию («Сравнительно исследование бенгальского и орисского фольклоров»), получив ученое звание доктора философии. В 2008—2011 гг. прошёл курс по индийской классической музыке, народным песням и песням Тагора (Rabindra Sangeet) в Академии музыки, танца и живописи (Bangiya Sangeet Parishad) в Хаоре.
Является преподавателем Миссионерского колледжа Св. Павла и Калькутского университета. Регулярно читает лекции в качестве приглашенного профессора в других университетах Индии (Университет Кальяни, Университет Рабиндра Бхарати, Университет Вивекананды, Университет Висва Бхарати, Уткальский университет и др.) и Непала (Университет Трибхувана)

## Научная деятельность
Занимается исследованием бенгальских и орисских пословиц, мусульманских свадебных песен, учения Джаганнатхи в Западной Бенгалии, Бангладеш и Непале, народной музыки, проблемами фольклора и культуры, фольклора и прав человека, положения национальных меньшинств в Бенгалии. Опубликовал более 16 книг и 200 статей на английском, бенгальском и ория языках. Основал в 2007 году интернет-журнал «Фольклор и фольклористика».

## Награды
- Почётный доктор Уткальского университета (2015)[3]
- Премия Навакалевара (Nabakalebar award) Исследовательского института Шри Джаганнатха (2015)[4]

## Основные публикации
- Itihaser Prekshite Kolkatar Samkhalaghu Sampraday (Национальные меньшинства Калькутты в исторической перспективе). Kolkata: Progressive Publishers, 2003.
- Hindu-Muslim Samparka O Paschatya Prabhab (Западное влияние на взаимоотношения мусульман и идуистов). Kolkata: Institute of Objective Studies, 2003.
- Bhagabat Gita And Al-Quran: A Comparative Study. Kolkata: Sampratic Bhabna, 2004.
- Chaitanya Mahaprabhu O Loksamskriti (Чайтанья Махапрабху и фольклор). Kolkata: Sampratic Bhabna, 2005.
- Loksamskritibijnan O Rabindranath (Фольклористика и Рабиндранат Тагор). Kolkata: Bangiya Sahitya Samsad, 2007.
- Bhagabat Gira O Pabitra Quran: Tulanamulak Alochana (Бхагавадгита и Коран: сравнительное исследование). Kolkata: Sampratic Bhabna, 2007.
- Loksangitbijnan: Tattva O Rupayan (Фольклорное музыковедение: теория и практика). Kolkata: Bangiya Sahitya Samsad, 2009.
- (ред.) Loksamskritibijnan: Sakader Sandhan (Folkloristics: In Search of Root. A Felicitation Volume Published to Celebrate the 70th Birth Anniversary of Dr. Subhash Chandra Bandopadhyay). Kolkata: Bangiya Sahitya Samsad, 2009.
- Sri Jagannath: Bangali Manas O Lokayata Jiban (Шри Джаганнатха: мышление бенгальцев и жизнь народа). Kolkata: Bangiya Sahitya Samsad, 2009.
- Muslaman Samaj: Banchana, Anunnayan O Samkat (Мусульманское общество: депривация, неразвитость и). Kolkata: Books Way, 2010.
- (ред.) Sri Jagannath Chetana Dwipti O Byapti. Gyanajuga, Bhubaneswar, Orissa, 2010.
- (ред.) Subhash Bandopadhyay. Satyanusaran Pather Bhumika. Kolkata: Bangiya Sahitya Samsad, 2010.
- Sri Jagannath Anubhab (Познавая Джаганнатху). Kolkata: Books Way, 2010.
- Sri Jagannath of Nepal. Kolkata: Avenel Press, 2012.

## Семья
- Отец Саджад Али (умер в 1989)
- Мать Хазера Хатун (умерла в 1997)